# 1899 في الفلبين
فيما يلي قوائم الأحداث التي وقعت خلال عام 1899 في الفلبين.

## سياسة

### تعيين في المنصب
- 2 يناير – أبوليناريو مابيني رئيس وزراء الفلبين،وزارة الشؤون الخارجية.
- 23 يناير – إميليو أغينالدو رئيس الفلبين.

### انتهاء فترة المنصب
- 7 مايو – أبوليناريو مابيني وزارة الشؤون الخارجية، رئيس وزراء الفلبين.

## مواليد

### يناير
- 14 يناير – كارلوس بينا رومولو

## وفيات

### ديسمبر
- 7 ديسمبر – خوان لونا (مواليد 1857)